# Lopakodó repülőgép

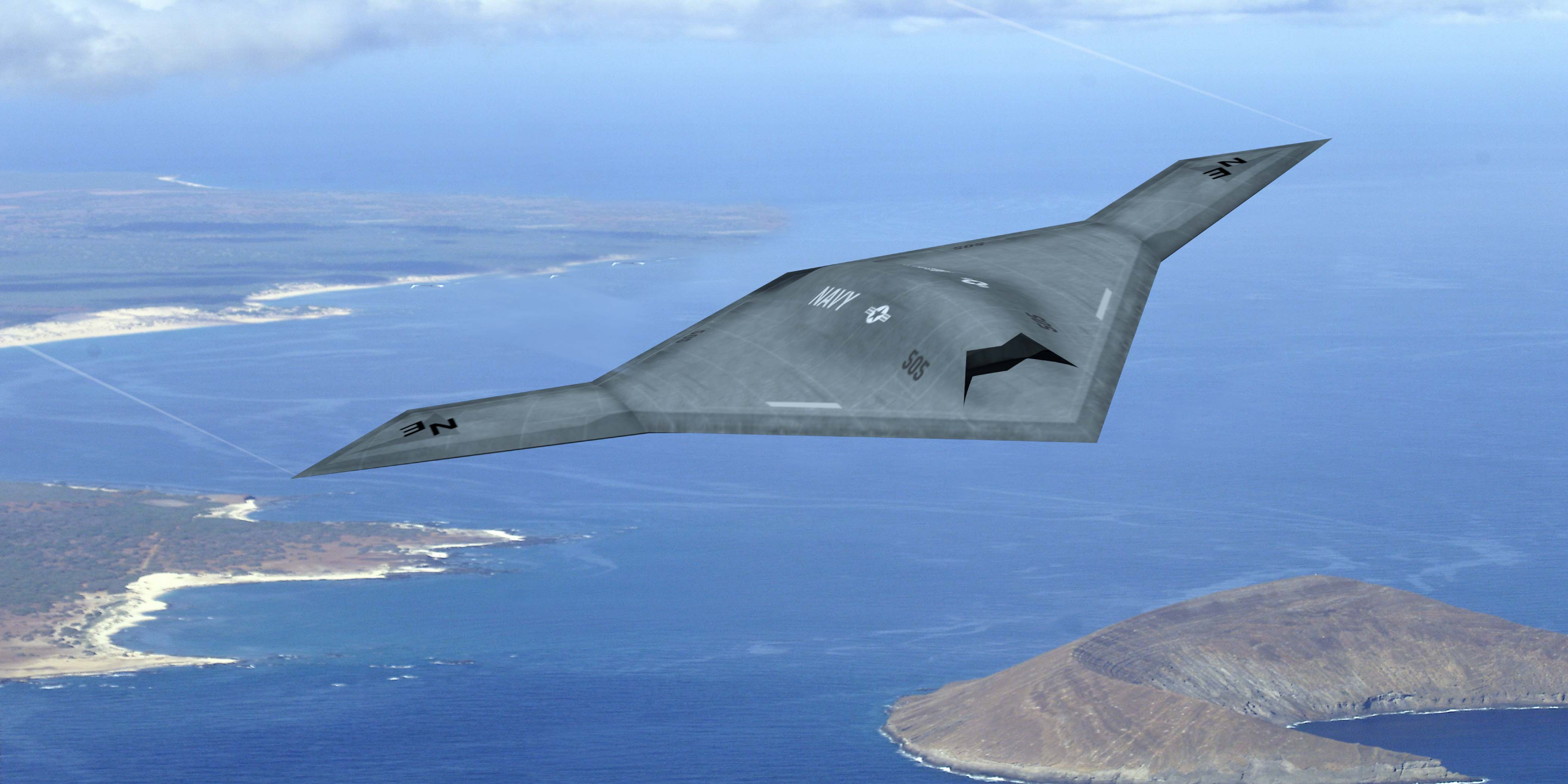
X–47B lopakodó pilóta nélküli harci repülőgép fantáziarajza

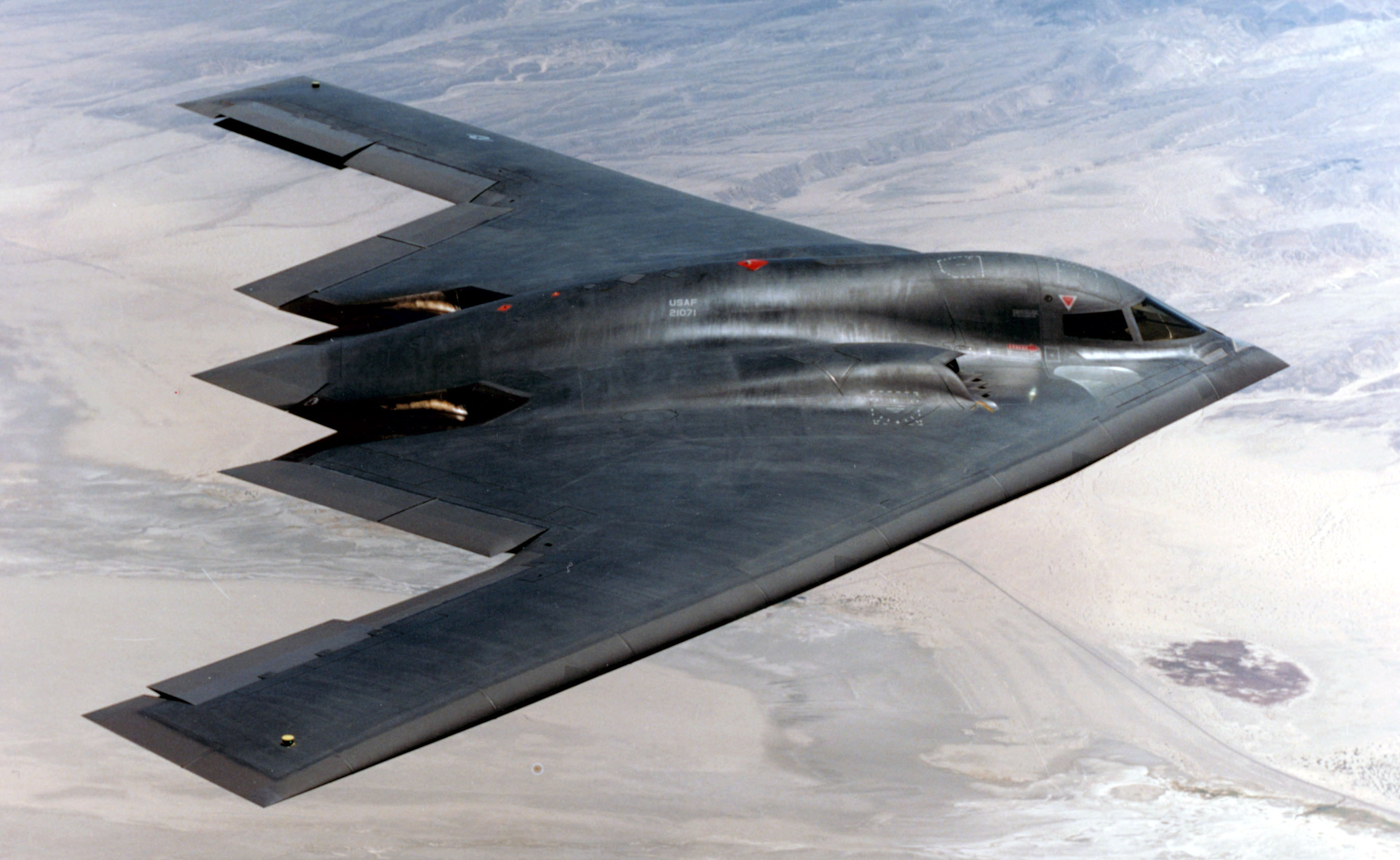
B–2 Spirit lopakodó nehézbombázó

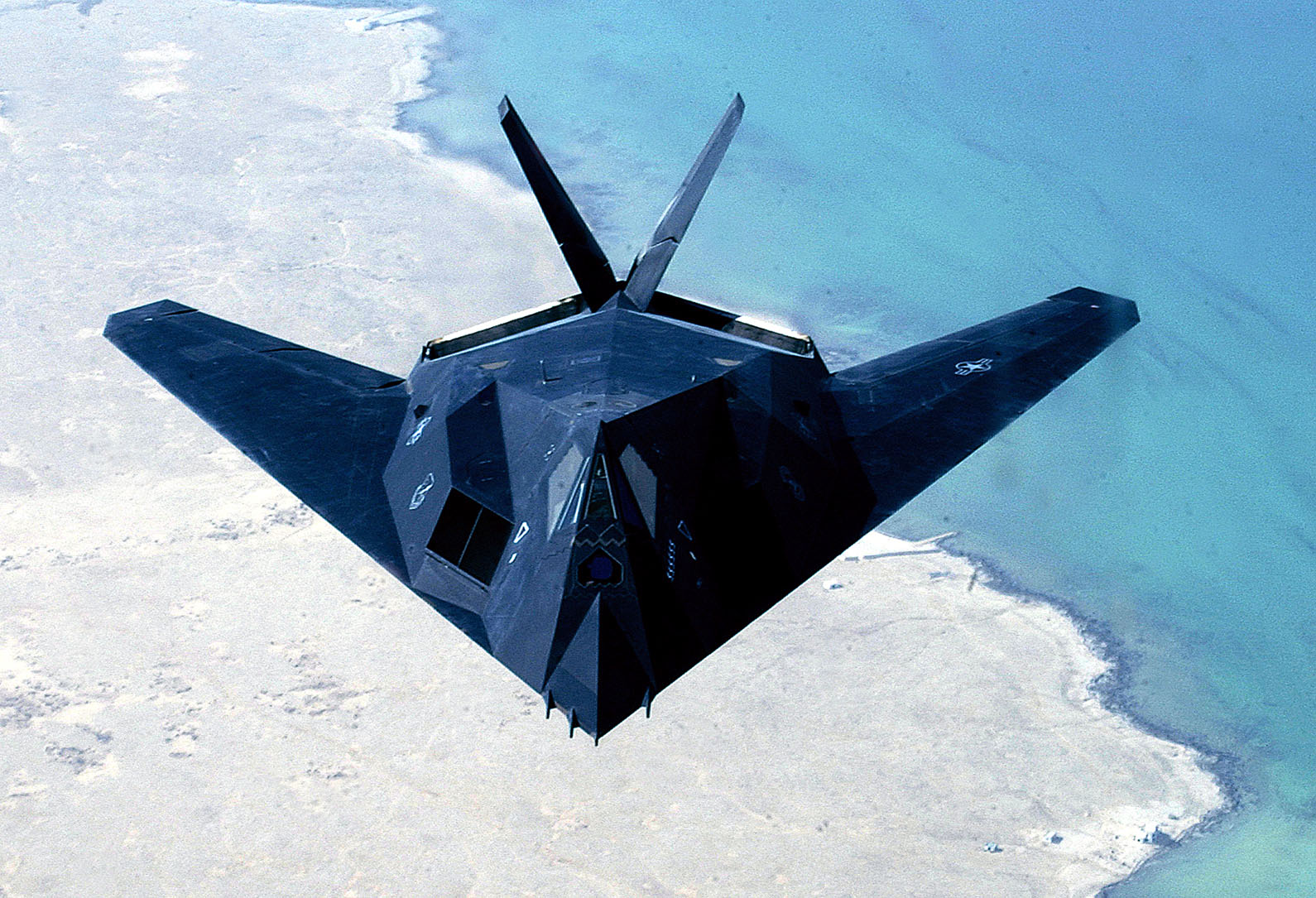
F–117 Nighthawk lopakodó vadászbombázó

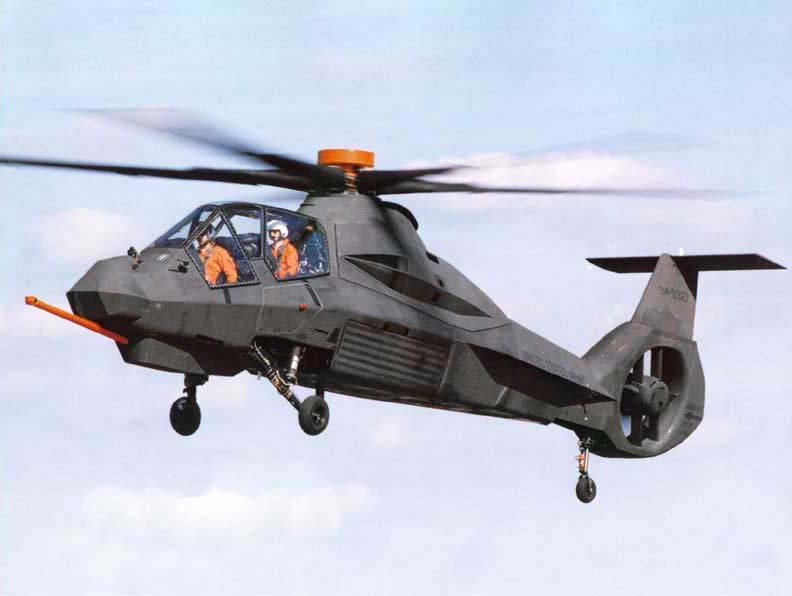
A RAH–66 Comanche lopakodó kialakítású harci helikopter

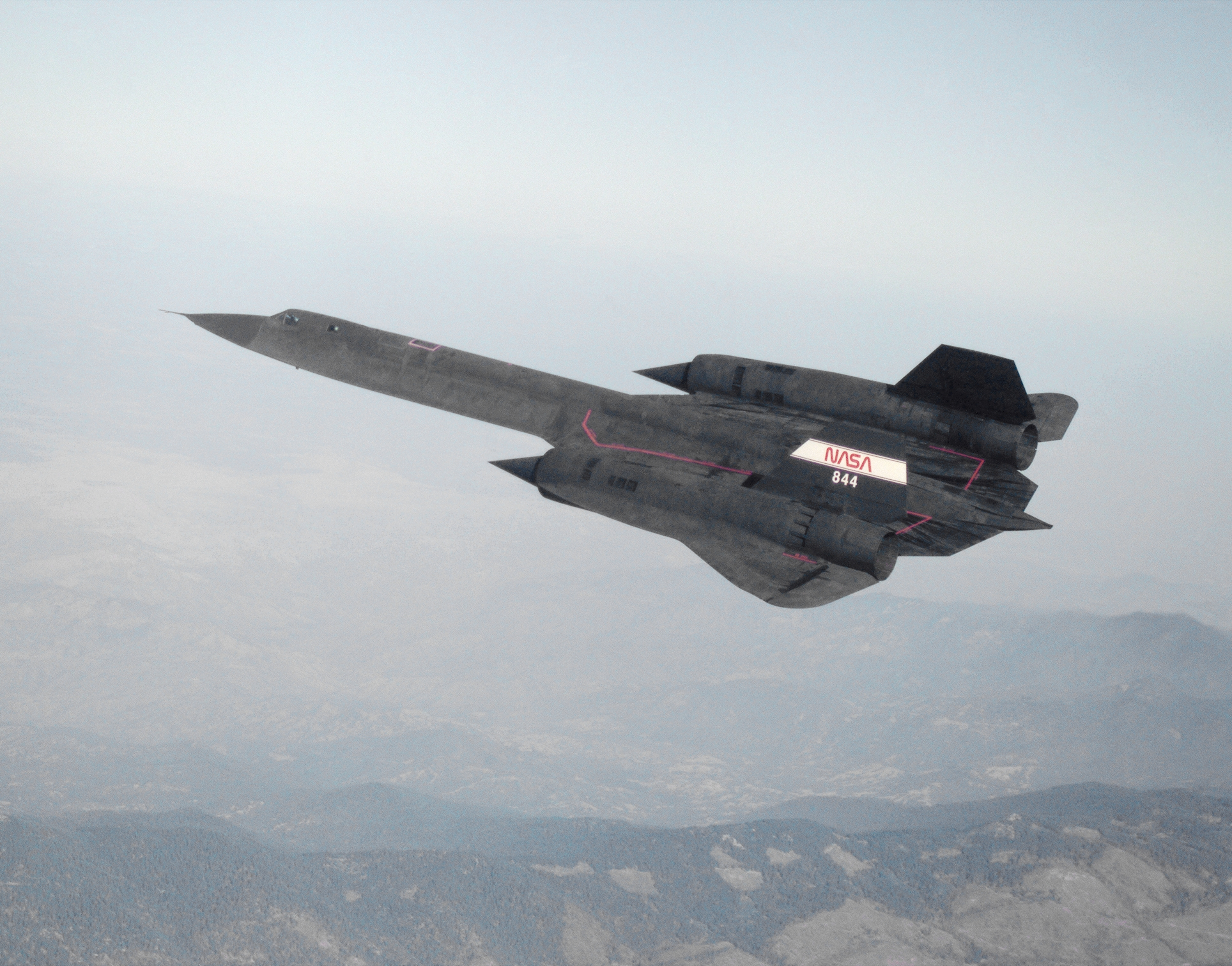
SR–71 Blackbird lopakodó felderítő repülőgép

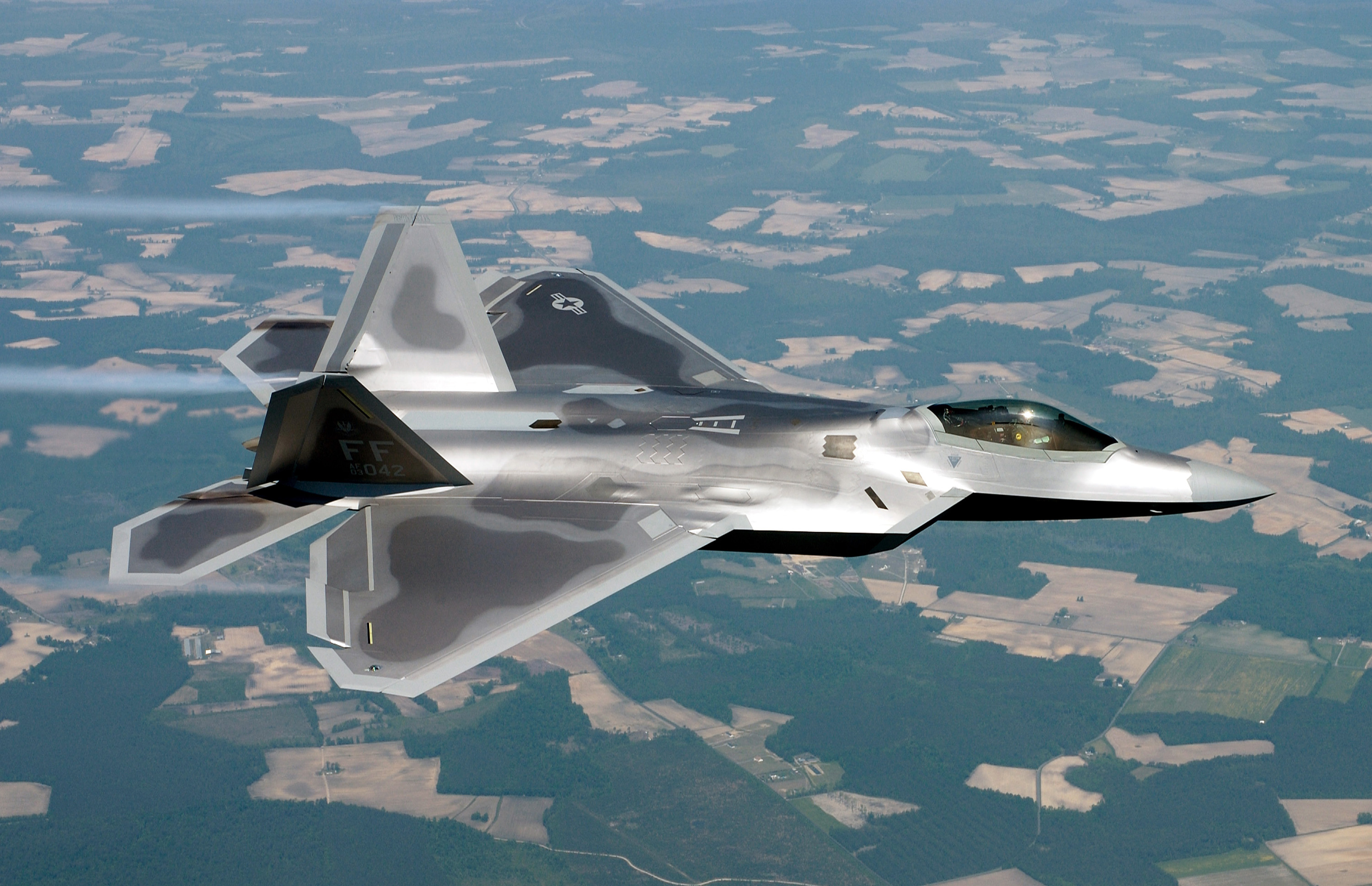
F–22 Raptor vadászbombázó

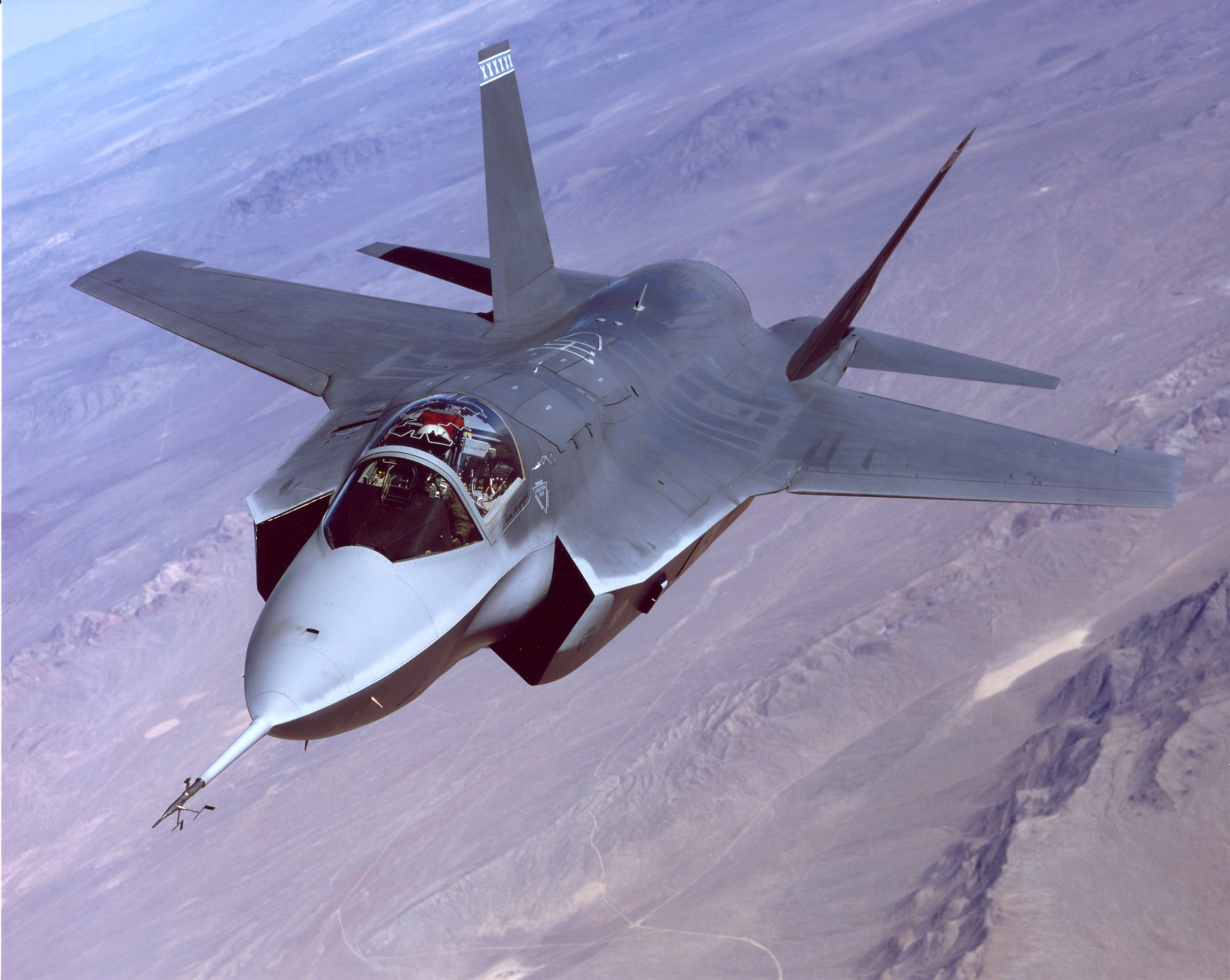
X–35, az F–35 prototípusa

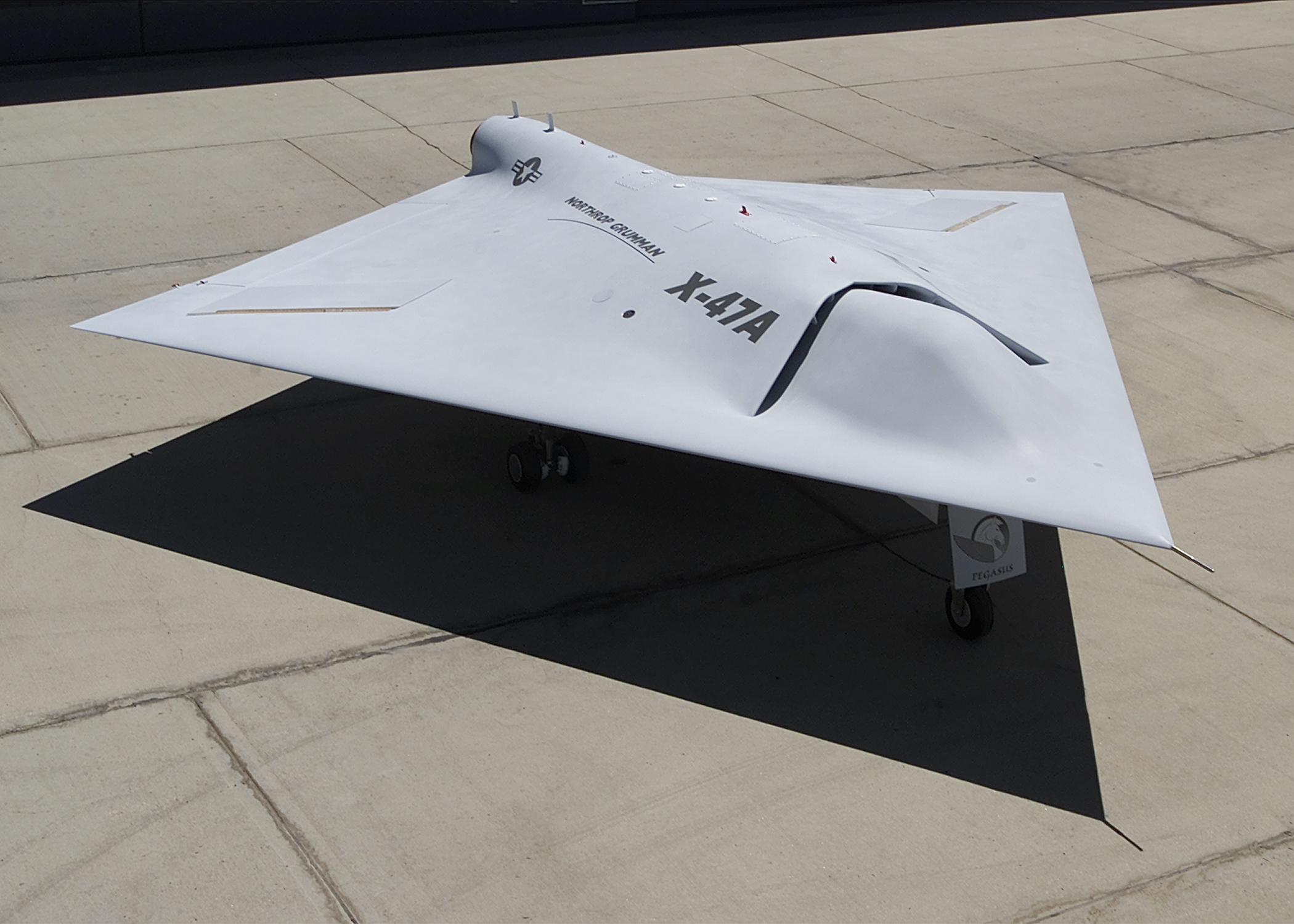
Az X–47A lopakodó pilóta nélküli repülőgép

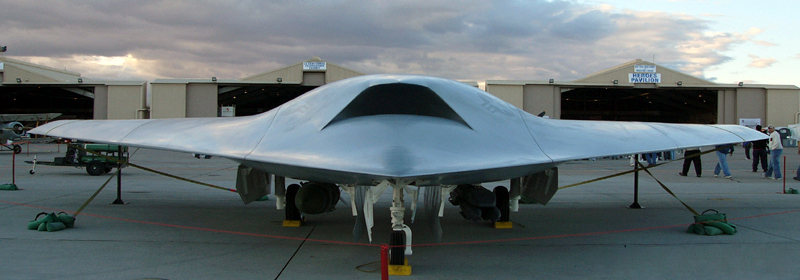
Az X–45 lopakodó pilóta nélküli repülőgép szemből

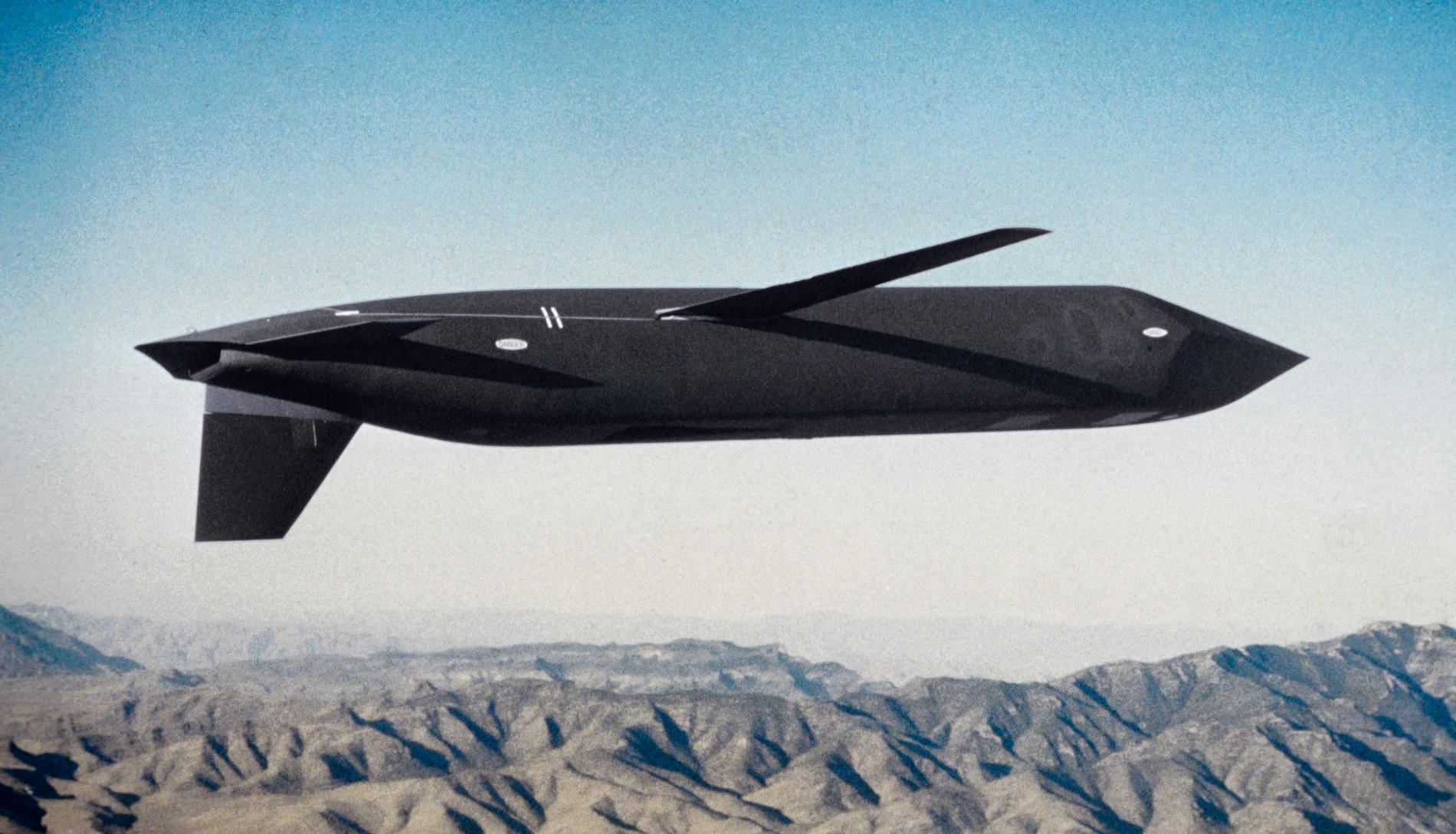
A lopakodó kialakítású AGM–129 ACM robotrepülőgép a levegőben

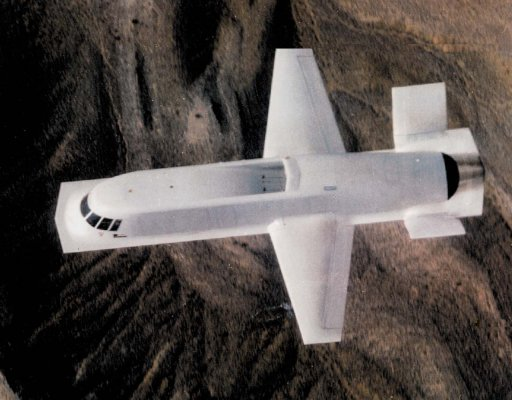
A Tacit Blue kísérleti repülőgép

A lopakodó repülőgép olyan repülőgép, amelyet úgy terveztek meg, hogy elnyelje/eltérítse a radarsugarakat. Ezek a gépek nem láthatatlanok a radar számára, csak nehezebb őket észlelni. A lopakodó technológia alkalmazásának célja az, hogy a repülőgép még azelőtt, vagy akár anélkül támadhasson, hogy az ellenség észlelné.
Bár sokan az SR–71 Blackbirdöt tartják az első valódi lopakodó repülőgépnek, igazából az F–117 Nighthawk tekinthető annak (a Blackbird sokkal nagyobb radarvisszaverő felülettel rendelkezett, bár méreteihez viszonyítva ilyen részeinek összfelülete tényleg nem sokkal nagyobb, mint a Nighthawké). Ha a Nighthawkot tekintjük az első lopakodó gépnek (a magyar szakemberek sokáig egyszerűen így is nevezték: a Lopakodó), akkor azt mondhatjuk, hogy lopakodó repülőgépeket harcban először 1988-ban, Panama inváziója során alkalmaztak, amikor is két F-117-es támadta Noriega tábornok főhadiszállását. Tömeges lopakodó-bevetésre először 1991-ben, az öbölháborúban került sor. A Blackbirdöt azonban már sokkal régebben, a hidegháború éveiben is alkalmazta az amerikai hírszerzés, elsősorban légi kémfotók készítésére. A Nighthawkot az öbölháborúban, elsődleges rendeltetésének és a terveknek megfelelően, bombázóként alkalmazták.

## A lopakodó tulajdonság okai

### Külső formai kialakítás
A meghatározott szögben álló felületek a radarhullámokat eltérítik, így a kisugárzó lokátorba nem jut visszavert jel vagy csak minimális mennyiségben. A módszer matematikai alapjait Pjotr Ufimcsev orosz fizikus alkotta meg a hatvanas évek elején, de gyakorlati alkalmazását a nagy számításigény miatt lehetetlennek tartották, ezért a kutatásait 1964-ben nyilvánosan is publikálták. Az integrált áramkörökön alapuló számítógépek megjelenése és a Moore-törvény által előre jelzett teljesítménynövekedés segítségével az 1970-es évek közepére Amerikában lehetővé vált a számításokat síklapokkal határolt (szögletes) testekre elvégezni.
A létrejött konstrukció (F-117 Nighthawk) olyan különleges alakú, kizárólag szögletes idomokból álló repülőgép, hogy csak bonyolult digitális számítógépes rendszerének segítségével képes repülni (a fejlesztés során a gép mindkét "Have Blue" néven ismeretes prototípusa lezuhant, pilótáik életüket vesztették).
Az 1980-as évek végén, az 1990-es évek elején megjelent második generációs lopakodók, mint a B–2 Spirit, vagy az YF–23 Black Widow II felülete már ívelt, sima kialakítású, amit a számítógépes tervezési technika fejlődése tett lehetővé. Ezek a gépek már jóval aerodinamikusabb kialakításúak, ezért bomba és rakéta harci terhük nagyobb lehet. A vezérlésük azonban bonyolultabb lett, mivel a B-2 Spirit "csupaszárny" elrendezésű bombázó nem rendelkezik vezérsíkkal, az YF-23 pedig pillangóvezérsíkos, így a stabilizálásukról nagyrészt a fő kormányfelületek kitérítése gondoskodik, amely módszert lopakodó üzemmódban csak korlátozott mértékben lehet alkalmazni – így a digitális repülésvezérlés másodpercenkénti több százszori apró korrekciója a szükséges a levegőben maradáshoz.
Az F–22 Raptor és F–35 Lightning II vadászrepülőgépek esetén a tervezők visszatértek a vízszintes és függőleges vezérsíkot is alkalmazó, jobb kezelhetőséget és manőverező-képességet biztosító hagyományos aerodinamikai kialakításhoz. Mivel ezek a gépek külső felfüggesztésű fegyverzetet is hordozhatnak, az olcsóbban gyártható és üzemeltethető részleges lopakodó formai kialakítás alkalmazása nem jelent különösebb hátrányt.

### Belső szerkezet
A lopakodó repülőgépek igen vékony külső borítása alatt háromszöglapokból összeállított prizma-csapdák sora rejtőzik, amelyekbe ütközve a radarokból érkező sugárzás többször oda-vissza verődik, szétszóródik és részben elnyelődik. Mivel a lopakodó gépek külső héjszerkezete igen vékony kell, hogy legyen, a gépek nem üzemeltethetők tábori körülmények között, egyetlen fél hüvelyk (12 mm) nagyságú kavicsfelverődés okozta sérülés 25%-kal csökkenti a lopakodó képességet.
A lopakodó gépek hajtóműveit, a nagy radar-visszaverődést okozó kompresszorlapátokat elrejtik, S alakú szívócsatornában helyezik el, így szemből sem láthatók. A sugárhajtómű kiömlőnyílását a gép tetején helyezik el, lapított fúvókákkal, amelyek nagy mennyiségű hideg levegőt kevernek az égéstermékbe, hogy az infravörös kisugárzást csökkentsék. Ennek ellenére a könnyű légvédelmi eszközök jelentette veszély miatt a lopakodók általában 4000–6000 méter körüli magasságban hajtják végre bevetéseiket.

### Felületkezelés
A lopakodó tulajdonságot a gép speciális anyagokkal való festése is növeli, ezt a módszert már az 1980-as évek óta alkalmazzák, többek között a keleti blokkban a MiG-23MF és MiG-29 vadászgépek festésére, az igen kis méretű grafitgömböcskéket tartalmazó festék "teflonszürke" néven volt ismert. A festékrétegnek egy igen fejlett változata található a B-2 bombázókon, azonban ennek a bevonatnak a kényessége miatt a gépeket minden bevetés után részben újra kell festeni, amely csak speciális hangárban végezhető el. A globális terrorizmus elleni háború igényelte gyakoribb bevetések miatt 2003-ban a Diego Garcia szigeti támaszponton is létesült hangár a lopakodók számára, így a B-2 bombázók már nemcsak az USA kontinentális területeiről indulhatnak bevetésre.
A lopakodók kabintetejét arannyal, irídiummal vonják be számos mikroszkopikus rétegben, hogy a bent ülő pilóták sisakja ne adjon visszavert radarjelet. Egy műszaki hiba miatt beragadt kabintetejű F-22 vadászgép szétvágott plexijét 180 ezer dollárért cserélték. A különféle felületkezelések nagyban hozzájárulnak a lopakodó repülőgép programok rendkívül magas költségeihez, a B-2 Spirit bombázók 2.12 milliárd dolláros darabára meghaladja a gép teljes súlyának színaranyban mért értékét.

### Elektronikai hadviselés
Az F-22 ötödik generációs vadászrepülőgép aktív fázisvezérelt működési elvű radarja a nagy teljesítményű fedélzeti elektronikával képes ellenhullámú jelet küldeni az őt besugárzó radarok felé, kioltva vagy más repülőgéptípusnak álcázva ezzel a visszavert jelet. Ez lehetővé teszi, hogy a repülőgép külső bomba- és rakétafüggesztmények hordozása esetén is részlegesen megőrizhesse lopakodó képességét.

### Plazmatechnika-elmélet
Egyes orosz elméleti kutatók az orosz hagyományos kialakítású harci repülőgépekbe több száz kilowatt teljesítményű plazmagenerátort szerelnének, amely a szárny és a törzs felületein kiképzett apró lyukakon keresztül ionizált gázt áramoltatna. A plazmafelhőbe a fizika törvényei szerint a rádióhullámok nem képesek behatolni (abszorbeálnak, azaz elnyelődnek)[forrás?], így a gázburokban haladó repülőgép a radarok számára láthatatlanná válna. 
Az elmélet több problémát felvet: egyrészt az orosz harcászati repülőgép-típusok (MiG–29, Szu–27 stb.) meglehetősen kevés kihasználatlan belső térrel rendelkeznek, így az ehhez szükséges berendezések csak hadászati csapásmérő repülőgép-típusokban lennének alkalmazhatóak (Tu–22M3, Tu–95, Tu–160). A másik probléma az ehhez szükséges villamos energia előállítása, illetve a plazmaburkot előállító berendezések nem csekély tömege, amely megléte a hasznos terhelés rovására menne. Harmadrészt magában az ionizáló plazmafelhőben a repülőgépek kommunikáció-képtelenekké válnának (ami az űrhajók légkörbe való behatolásakor jelentkezik), mivel a gép körüli burok visszaver mindennemű (beérkező és kiinduló) rádióhullámot. További megoldandó műszaki problémát jelent, hogy éjszakai bevetések során az ilyen radarvédelmű repülőgép optikailag jobban felderíthető, mivel az előállított plazma növelné a gép hőképét, ami a gázturbinái által egyébként sem kismértékű. Valamint a repülőgép szerkezetét komoly hőterhelés érné a burok által, ami ellen újabb, tömegnövekedéssel járó hővédelmi bevonatot kellene alkalmazni. Mindezen problémákat figyelembe véve, ez az elmélet komoly gyártás- és üzemeltetéstechnológiai problémákkal vet fel, ami napjainkban még nem megoldott.

## A lopakodók felderíthetősége
Több ország, például Ausztrália és Oroszország is dolgozik azon, hogyan lehetne a lopakodókat nagy távolságból észlelni, különösen mióta Amerikai szervezeteket olyan vádak értek, hogy ipari kémkedést folytatnak az Európai Unió országaiban.

### Méteres hullámhosszú radarállomások használata
Ezek az 1950-es évek műszaki színvonalát képviselő rendszerek nagy (300 méter körüli) pontatlansággal képesek a lopakodó gépek távolságának és oldalszögének észlelésére, mivel a méteres tartományba eső rádióhullámok a tárgyak belsejéből verődnek vissza – ellenük a különleges formai kialakítás és speciális bevonatok alkalmazása hatástalan. A méteres hullámhosszú radarok nem képesek magasságmérésre (valódi 3D üzemmód), sok kiegészítő felszerelést igényelnek, továbbá üzemeltetésük, többek között a megawatt nagyságrendű energiafogyasztás miatt igen költséges. A lopakodó észlelési képességük miatt mégis több haderő, így a Magyar Honvédség is rendszerben tartja, sőt korszerűsíti őket.

### Bi-statikus és multi-statikus lokátorok alkalmazása
Ezekben a berendezésekben az adó és a vevőegység(ek)et földrajzilag egymástól elkülönítetten (néhány száz méterre – kilométerre) telepítik, így a lopakodó gépek különleges formai kialakítása következtében szétszórtan visszaverődő rádióhullámokat is képesek észlelni. Az ilyen radarrendszerek üzemeltetéséhez igen érzékeny vevőegységek és nagy számítási teljesítményű digitális elektronika szükséges.

### A polgári infrastruktúra felhasználása
Gyakorlatilag a kereskedelmi FM-rádióadók és a mobiltelefon-hálózat minőségének változását, a lopakodó gépek okozta „rádiólyuk” által keltett igen kicsiny vételi zavarok folyamatos megfigyelését jelenti – ezzel a módszerrel a légieszköz helyzete néhány kilométeres pontossággal meghatározható. A módszer alkalmazásához a mérőpontok közti fejlett üvegszálas adatátviteli hálózat és szuperszámítógép szintű informatikai kapacitás szükséges. A Népi Kína haderejéről feltételezik, hogy ilyen rendszerrel folytat gyakorlati kísérleteket.

### Tamara-rendszer
Ez a szovjet-csehszlovák kooperációban a Tesla cégnél kifejlesztett passzív felderítési módszer azon alapul, hogy a lopakodó repülőgépek, nagyszámú fedélzeti elektronikus rendszerükkel, többszörözött repülésirányító számítógépeikkel a legtökéletesebb elektromágneses árnyékolás esetén is bocsátanak ki bizonyos mennyiségű "hulladék" sugárzást, amelyet rendkívül érzékeny vevők segítségével detektálni lehet.
A "Tamara" passzív radar-rendszerek gyártókapacitását a keleti blokk felbomlása után az USA megvásárolta és leszerelte. A rendszer vizsgálati tapasztalatai alapján az új amerikai lopakodó típusokban "EM-Con" rendszer került beépítésre, amely különlegesen alacsony észlelhetőséget igénylő lopakodó feladatok során a fedélzeti elektronika nem kritikus fontosságú részeit lekapcsolja, ill. teljesítményét csökkenti.

### Különlegesen gyors reakcióidejű légvédelmi rendszerek alkalmazása
A lopakodó repülőgépek bomba- és rakétaterhüket az alacsony észlelhetőség miatt a géptörzsben rejtve szállítják, ezért fegyvereik alkalmazása előtt a bombatér-ajtók nyitásával kénytelenek felfedni magukat a radarok számára. Elektronikus sugáreltérítéssel működő légvédelmi lokátor, függőleges rakétaindító konténerek és tolóerő-vektor módszerrel kormányzott rakéták segítségével megépíthető olyan gyors közel-légvédelmi rendszer, amely az első észleléstől számított néhány másodpercen belül képes célt azonosítani és tüzet nyitni, emberi beavatkozás nélkül. A lopakodó repülőgép ez esetben még a fegyverei kioldása előtt, vagy a lézerbombák röpideje alatt megsemmisíthető, így az oltalmazott földi objektum megmenekül. Az Irán által vásárolt orosz gyártmányú "Tor" mobil rakéta-rendszerek rendelkeznek gyors tűzmegnyitási képességgel.

### Egyéb módszerek
Egy további felderítési módszer a lopakodó repülőgép által keltett légörvényeket igyekszik felderíteni, mivel ezek megfelelő lokátor-típussal detektálhatók.
Általánosságban elmondható, hogy a lopakodók felderítésére tett kísérletek eredménye egyelőre csak egy alacsony pontosságú korai figyelmeztető rendszer, amely óriási számítógépes kapacitást igényel az árulkodó jelek felderítéséhez, és nem alkalmas a lopakodók tűzvezető radarral történő nyomonkövetésére – azaz arra, hogy rakétával becélozzák a földről. Így ezeknek a gépeknek a felderítése egyelőre megoldatlan.
Állítólag – bár természetesen az amerikai hadsereg nem túl bőbeszédű e gépeit tekintve – a lopakodók egyik legnagyobb technikai problémája, hogy nagyon hangosak, így bár a radar nem észleli őket, de ténykedésük szabad füllel is hallható, így csak nagy magasságokban végezhetnek hatékony munkát. Jugoszlávia amerikaiak által történő bombázása idejében egy Nighthawk lezuhant. 
Az 1999-es jugoszláviai háború már olyan időtávlatba került, hogy megtudhattuk: az F-117-es lelövése egy magyar, pontosabban székely származású szerbiai katona, jelenleg nyugállományú ezredes, Dani Zoltán érdeme.
Dani Zoltán sokat foglalkozott a "Lopakodók" irodalmával, és arra a következtetésre jutott, hogy a gép nem láthatatlan, csak rosszul látható a szokványos radarok számára. Az általuk használt radarokon olyan, jelenleg még nem publikus változtatást hajtott végre, hogy észlelték a repülőgépet, és egy rakétával annyira megrongálták, hogy a pilóta kénytelen volt katapultálni.

## Külső hivatkozások